# Monochamus titillator
Monochamus titillator es una especie de escarabajo longicornio del género Monochamus, familia Cerambycidae. Fue descrita científicamente por Fabricius en 1775.
Esta especie se encuentra en Puerto Rico, Bahamas, Estados Unidos, Canadá, Bermudas y Cuba.